# Opelika (Alabama)
Opelika város az USA Alabama államában, Lee megyében, melynek megyeszékhelye is. Lakosainak száma 30 995 fő (2020. április 1.).

## Népesség
A település népességének változása:

| 2010 | 26 477 |
| 2020 | 30 995 |